# Canterbury Spur
Der Canterbury Spur ist ein abgeflachter Gebirgskamm im westantarktischen Marie-Byrd-Land. In der Ohio Range der Horlick Mountains erstreckt er sich 2,1 km östlich des Discovery Ridge von der Nordflanke des Mount Glossopteris in nördlicher Richtung.
Der United States Geological Survey kartierte ihn anhand eigener Vermessungen und Luftaufnahmen der United States Navy aus den Jahren von 1958 bis 1959.
Das New Zealand Antarctic Place-Names Committee benannte ihn am 2. Mai 1985 nach dem Canterbury Museum im neuseeländischen Christchurch, dessen Geologinnen Jane Newman und Margaret Bradshaw zwischen 1984 und 1985 den Gebirgskamm erkundeten.